# Klostret Admont

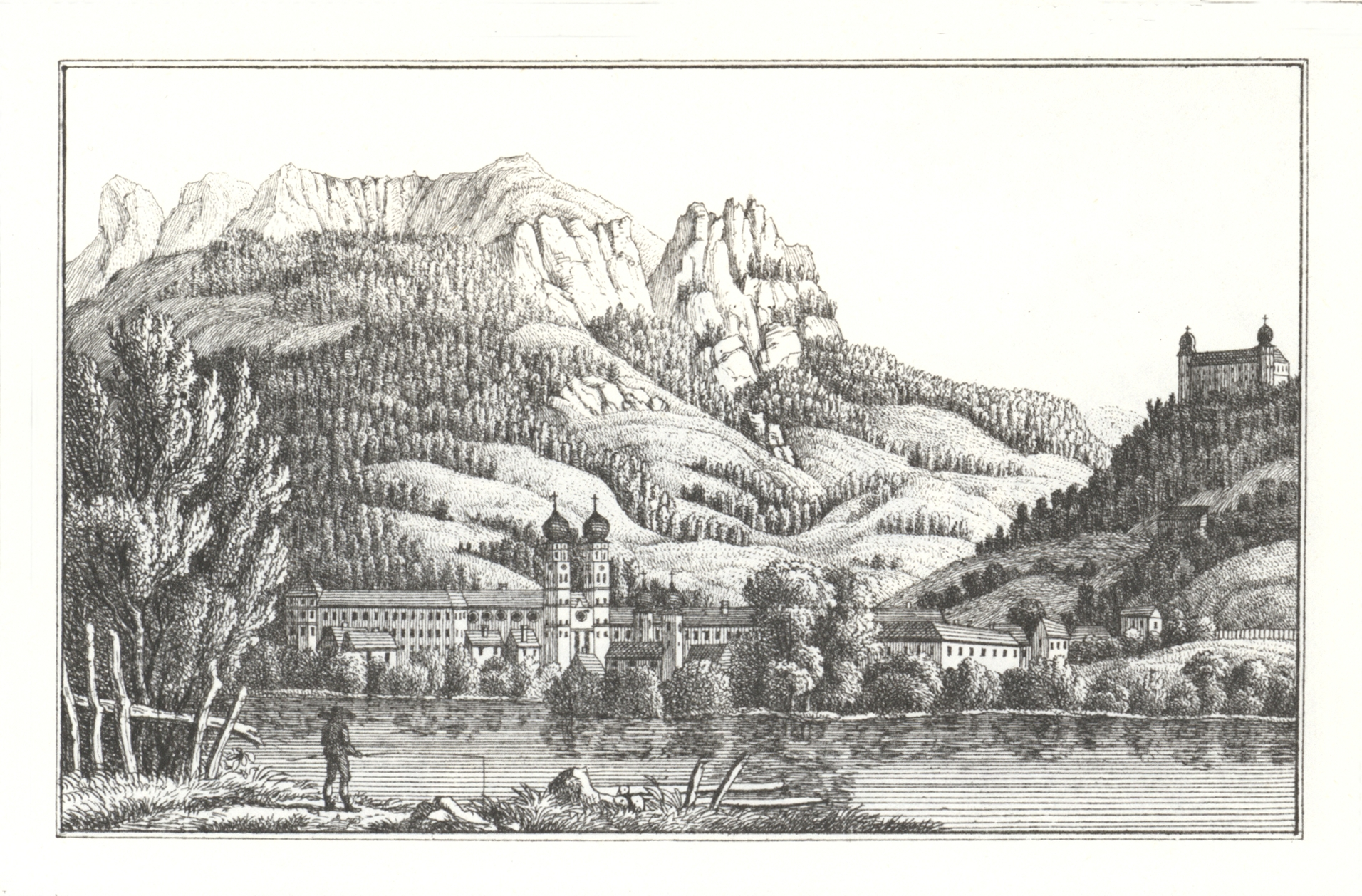
Klostret Admont, 1830, lith. Kaiser, Graz

Stift Admont är ett benediktinkloster i kommunen Admont i det österrikiska förbundslandet Steiermark. Klostret grundades år 1074 och är Steiermarks äldsta kloster. Klostret var under medeltiden delstatens andliga centrum. I klostret finns ett av världens största klosterbibliotek och ett stort museum.

## Historia
1074 grundade ärkebiskop Gebhard von Salzburg benediktinklostret Admont på besittningar av Hemma von Gurk. Klostret utvecklades snabbt till Österrikes monastiska centrum och även till ett spirituellt och kulturellt centrum. Klostrets skriptorium som grundades på 1100-talet efterlämnade unika handskrifter. 
1120 öppnades ett nunnekloster som stängdes under reformationstiden. De osmanska krigen och reformationen hämmade klostrets utveckling men motreformationen på 1600-talet innebar ett stort uppsving.  På 1600-talet hörde klostret till de mäktigaste i Österrike med besittningar långt borta i södra Steiermark. Då började också den väldiga utbyggnaden av klostret i barock stil. 
En stor eldsvåda 1865 förintade nästan hela klostret. Bara biblioteket förblev oförstört. Under de följande årtionden återuppbyggdes klostret delvis. Klosterkyrkan byggdes i nygotisk stil och var den första nygotiska kyrkan i Österrike. 
Under den stora depressionen på 1930-talet var klostret tvunget att sälja värdefulla konstskatter för att överleva. 1939, efter att Österrike anslutits till Tredje riket, exproprierades klostret. Konventet återvände efter andra världskrigets slut 1945.

## Klosterverksamhet
Konventet omfattar ca 30 medlemmar under ledningen av abboten Bruno Hubl.
Klostret är ansvarig för 26 pastorat. Dessutom driver klostret ett privatgymnasium med ca 700 elever och en fackhögskola för utbildning i teknologi, informatik och marknadsföring samt ett vårdhem i Frauenberg an der Enns. I klostrets 16 företag arbetar omkring 500 anställda.

## Bibliotek och museum
Klostrets berömda bibliotek och klostrets museum som öppnade 2003 attraherar årligen mellan 60 000 och 70 000 besökare. 

### Klosterbiblioteket
Biblioteket slutfördes 1776 och hör till de största klosterbiblioteken i världen. Bibliotekssalen är 70 meter lång, 14 meter bredd och 11 m hög (nästan 13 m i mittkupolen). Den inrymmer cirka 70 000 av bibliotekets 200 000 böcker. Takmålningen härrör från barockkonstnären Bartolomeo Altomonte och skulpturerna från Josef Stammel. Förebilden är Escorial i Madrid.
Bibliotekets mest värdefulla objekt utgörs av över 1 400 handskrifter, varav hälften från medeltiden - de äldsta från 700-talet - och 530 inkunabler. Den mest sällsynt är en jättestor bibel från 1100-talet. Bland de mest kända tryckta bokverken är Alembert-Diderot:s franska encyklopedi i originalutgåva från 1758. 
Under II:a världskriget har klostrets källarvåningar använts som förråd av nazister vilket drastiskt försämrade klostrets kondition. Över 2000 av bibliotekets medicinska böcker har transporterats till Dachau. Innehållet i dessa böcker har sedan testats på ett bestialisk sätt på lägerfångar. Efter kriget har böckerna återbördats till klostret men stämplarna från Dachau är fortfarande kvar i dem.  
Museet renoverades 2004 med hjälp av EU-bidrag på 6 miljoner EUR.

### Museet
Museet som fick det österrikiska museipriset år 2005 visar i olika avdelningar konst från medeltiden fram till idag samt naturhistoriska samlingar. De tre avdelningarna utgörs av:
- det naturhistoriska museet som bygger på samlingar från 1800-talet när ett naturialiekabinett byggdes upp.
- det konsthistoriska museet som grundades 1959 och som omfattar tavlor, skulpturer och andra objekt ur klostrets skattkammare från medeltiden fram till 1700-talet.
- museet för nutida konst som visar moderna konstverk av österrikiska konstnärer